# Molnár Ottó
Molnár Ottó (Magyarország, Pestújhely, 1920. – 2007.) magyar grafikus, karikaturista. Szignója a MOTTO rövidítés volt.

## Pályafutása
Ügyes kezű, tehetséges rajzoló volt, így nem véletlen, hogy a középiskola elvégzése után grafikusként, karikatúra-rajzolóként kezdte pályafutását. Tagja volt a Magyar Posta Zrt. által kiadott bélyegek tervező művészeinek. Mindig érdeklődött a technika és tudomány iránt, könyveket írt és illusztrált e témákban.  Öveges Józseffel, a híres fizikussal közösen több könyvet, diafilmet készítettek el közösen. A hatvanas években jellemző munkái diafilmeken jelent meg, meséket, ismeretterjesztő történeteket rajzolt. 

## Írásai
- Eötvös és a varázsinga – 1963. Kiadó: MDV., Budapest,
- Vizsgakérdések, feladatok, versenyfeladatok összefoglaló gyűjteménye fizikából 2. (töredék) – 1993. Pannon Könyvkiadó, Budapest, ISBN 963-7866-33-7
- A három bölcs varjú – 1982. Kiadó: MDV., Budapest,

## Sikerei, díjai
- A Magyar Újságírók Országos Szövetségének (MÚOSZ) tagja.
- 1998 a Magyar Olimpiai Bizottság MOB-médiadíj (oklevél)